# 松本市四賀化石館
松本市四賀化石館（まつもとし しが かせきかん）とは、長野県松本市四賀にある市立の博物館である。松本市立博物館の分館。

## 内容
松本市四賀地区一帯には、青木層、別所層、他に新生代第三紀の化石が多く埋まっており県内でも多数の化石産出地の一つとして知られる。1988年（昭和63年）に反町の保福寺川川岸の露頭で小学生によって偶然にも掘り出された化石は発掘の結果、マッコウクジラ上科の全身骨格（Brygmophyseter）だった事が判明し、環太平洋でも二例しかない大発見となった。
当時の四賀村政は、この化石を含め、村内から発掘されたクジラ、魚介類、植物、他を収蔵・展示する目的で1989年（平成元年）に四賀村営化石館を開館した。
館内には全長約7mのマッコウクジラ類の化石と天井から吊るされた全長8.4mのミンククジラの骨格標本が展示されているほか、世界各地の化石と動物標本を見ることができる。

## 交通によるアクセス

### 自家用車
- 安曇野インターチェンジから県道57号と国道143号を走り約20分。

### 路線バス
- 松本バスターミナルから松本電鉄バス四賀線の四賀支所行きで約35分、化石館下車。
- 大木戸(四賀高速バス停留所入り口)から松本市営バスで約20分、化石館下車。
- この他にも、保福寺と明科駅をむすぶ松本電鉄バスに、会田保福寺線というバス路線があるが、開館時間内に発着する便が無いため、現実的にはアクセス手段にならない。